# 전기적 위치 에너지
전기적 위치 에너지(電氣的位置energy, electric potential energy)는 정의된 물리계 안에 놓인 전하 사이에서 발생하는 정전기력이 변화된 위치 에너지이다. 국제 단위는 다른 에너지의 종류와 마찬가지로 줄이다. 전기적 위치 에너지는 볼트를 단위로 하는 전위와 같은 개념이다.

## 정의
점전하 Q 가 만들어 내는 전기장 E에 또 다른 점전하 q가 놓여 있을 경우, 두 점전하는 정전기력에 의해 위치가 변화하게 된다. Q 의 상대적 위치를 원점으로 하여 q 의 위치 변화만을 계산할 때, 최초 위치를 rref, 변화된 위치를 r이라 하면 q 의 전위 에너지 변화는 다음의 선적분에 의해 계산할 수 있다.. 이 때, 전기장은 점전하에서 모든 방향으로 균등하게 방사되며 변화가 없다고 가정한다.
{\displaystyle U_{E}(r)-U_{E}(r_{\rm {ref}})=-W_{r_{\rm {ref}}\rightarrow r}=-\int _{{r}_{\rm {ref}}}^{r}\mathbf {F} \cdot \mathrm {d} \mathbf {r} =-q\int _{{r}_{\rm {ref}}}^{r}\mathbf {E} \cdot \mathrm {d} \mathbf {r} }
- r = 3차원 공간에서  r은 r = (x, y, z)의 위치에서 r = |r| 의 크기를 같는 위치 벡터이다.
- {\displaystyle \scriptstyle W_{r_{\rm {ref}}\rightarrow r}} 점전하 q 가 rref에서 r로 이동하였음을 의미한다.
- F는 Q에 의해 q에 가해진 힘이다.
- E는 Q에 의한 전기장이다.

일반적으로 UE를 0 으로, rref을 무한대로 놓아 다음과 같이 표기한다.
{\displaystyle U_{E}(r_{\rm {ref}}=\infty )=0}
따라서,
{\displaystyle U_{E}(r)=-\int _{\infty }^{r}\mathbf {F} \cdot \mathrm {d} \mathbf {r} =-q\int _{\infty }^{r}\mathbf {E} \cdot \mathrm {d} \mathbf {r} }
가 되고, 이 때 E, F, r은 모두 Q에 의해 방사상으로 이끌리고, F와 dr은 역평행이어야 하므로,
{\displaystyle \mathbf {F} \cdot \mathrm {d} \mathbf {r} =|\mathbf {F} |\cdot |\mathrm {d} \mathbf {r} |\cos(\pi )=-F\mathrm {d} r}
이다.
쿨롱의 법칙에 따라
{\displaystyle F={\frac {1}{4\pi \varepsilon _{0}}}{\frac {qQ}{r^{2}}}}
이므로, 적분을 간단히 하면:
{\displaystyle U_{E}(r)=-\int _{\infty }^{r}\mathbf {F} \mathrm {d} \mathbf {r} =-\int _{\infty }^{r}{\frac {1}{4\pi \varepsilon _{0}}}{\frac {qQ}{r^{2}}}{\rm {d}}r={\frac {1}{4\pi \varepsilon _{0}}}{\frac {qQ}{r}}}
이 된다.
국제단위계에서 쿨롱 상수는
{\displaystyle k_{e}={\frac {1}{4\pi \varepsilon _{0}}}}  (이때, {\displaystyle \varepsilon _{0}}는 진공의 유전율)
이므로 다음과 같이 표시하기도 한다.
{\displaystyle U_{E}(r)=k_{e}{\frac {qQ}{r}}}
즉, 점전하 Q가 만들어 내는 전기장 E에 놓인 점전하 q가 r 만큼 위치가 변화하였을 때의 에너지는 두 점전하 사이의 거리에 반비례하고 전하량의 곱에 비례한다.

## 전기 에너지 밀도
어떤 계가 가지고 있는 전기 에너지는 다음과 같이 표현할 수 있다.
{\displaystyle U=\sum _{i>j}{\frac {kq_{i}q_{j}}{r_{ij}}}={\frac {1}{2}}\sum _{i,j}{\frac {kq_{i}q_{j}}{r_{ij}}}={\frac {1}{2}}\sum q_{i}V_{i}}
연속적인 전하분포 {\displaystyle \rho (\mathbf {r} )}에 의한 에너지는 다음과 같이 쓸 수 있다.
{\displaystyle U={\frac {1}{2}}\int \rho Vd\tau ={\frac {1}{2}}\int (\epsilon _{0}\nabla \cdot \mathbf {E} )Vd\tau ={\frac {\epsilon _{0}}{2}}\left[-\int \mathbf {E} \cdot (\nabla V)d\tau +\oint V\mathbf {E} \cdot d\mathbf {a} \right]={\frac {\epsilon _{0}}{2}}\left[\int _{\mathcal {V}}E^{2}d\tau +\oint _{\mathcal {S}}V\mathbf {E} \cdot d\mathbf {a} \right]}
여기서 {\displaystyle {\mathcal {S}}}는 {\displaystyle {\mathcal {V}}}의 경계면이다. 그런데 {\displaystyle {\mathcal {V}}}를 무한대로 보내면 {\displaystyle {\mathcal {S}}}에서 {\displaystyle \mathbf {E} }와 {\displaystyle V}모두 {\displaystyle 0}에 수렴하므로 위 적분은 다음과 같이 나타내어진다.
{\displaystyle U={\frac {\epsilon _{0}}{2}}\int _{\mathcal {V}}E^{2}d\tau }
따라서 전기 에너지 밀도를 다음과 같이 나타낼 수 있다.
{\displaystyle u_{E}={\frac {1}{2}}\epsilon _{0}E^{2}}

## 같이 보기
- 전위
- 전압
- 전류
- 축전기